# La notte dei falchi
La notte dei falchi מבצע יונתן (Mivtsa Yonatan), Operazione Yonatan, noto anche come Entebbe - Operazione Thunderbolt è un film del 1977 diretto da Menahem Golan.

## Trama
Narra dell'operazione Entebbe del 1976, una celebre azione delle forze anti-terrorismo dell'esercito israeliano all'aeroporto di Entebbe. Oltre 100 ostaggi furono liberati dalle forze speciali dell'esercito con un raid a migliaia di km dalle proprie basi dopo che un gruppo di terroristi del Fronte Popolare per la Liberazione della Palestina e tedeschi avevano preso il controllo di un aereo Air France.

## Riconoscimenti
- 1978 - Premio Oscar
  - Candidatura per il miglior film straniero